# Zdeněk Moravec
| 6801 Střekov            | 22 ottobre 1995   |
| 7495 Feynman            | 22 novembre 1995  |
| 7498 Blaník             | 16 gennaio 1996   |
| 7669 Malše              | 4 agosto 1995     |
| 7671 Albis              | 22 ottobre 1995   |
| 7711 Říp                | 2 dicembre 1994   |
| 7796 Járacimrman        | 16 gennaio 1996   |
| 7896 Švejk              | 1 marzo 1995      |
| 7967 Beny               | 28 febbraio 1996  |
| 8048 Andrle             | 22 febbraio 1995  |
| 8222 Gellner            | 22 luglio 1996    |
| 8556 Jana               | 7 luglio 1995     |
| 8573 Ivanka             | 4 novembre 1996   |
| 8740 Václav             | 12 gennaio 1998   |
| 9102 Foglar             | 12 dicembre 1996  |
| 9224 Železný            | 10 gennaio 1996   |
| 9884 Příbram            | 12 ottobre 1994   |
| 9991 Anežka             | 5 ottobre 1997    |
| 10170 Petrjakeš         | 22 febbraio 1995  |
| 10174 Emička            | 2 maggio 1995     |
| 10205 Pokorný           | 7 agosto 1997     |
| 10213 Koukolík          | 10 settembre 1997 |
| 11124 Mikulášek         | 14 ottobre 1996   |
| 11134 České Budějovice  | 4 dicembre 1996   |
| 11163 Milešovka         | 4 febbraio 1998   |
| 11339 Orlík             | 13 novembre 1996  |
| 11656 Lipno             | 6 marzo 1997      |
| 12406 Zvíkov            | 25 settembre 1995 |
| 12448 Mr. Tompkins      | 12 dicembre 1996  |
| 13681 Monty Python      | 7 agosto 1997     |
| 13804 Hrazany           | 9 dicembre 1998   |
| 14054 Dušek             | 12 gennaio 1996   |
| 14190 Soldán            | 15 dicembre 1998  |
| 14206 Sehnal            | 15 febbraio 1999  |
| 14537 Týn nad Vltavou   | 10 settembre 1997 |
| 15374 Teta              | 16 gennaio 1997   |
| 15890 Prachatice        | 3 aprile 1997     |
| 15960 Hluboká           | 2 febbraio 1998   |
| 16781 Renčín            | 12 dicembre 1996  |
| 17607 Táborsko          | 2 ottobre 1995    |
| 17694 Jiránek           | 4 marzo 1997      |
| 17805 Švestka           | 30 marzo 1998     |
| 18497 Nevězice          | 11 giugno 1996    |
| 18531 Strakonice        | 4 dicembre 1996   |
| 20364 Zdeněkmiler       | 20 maggio 1998    |
| 21290 Vydra             | 9 novembre 1996   |
| 21602 Ialmenus          | 17 dicembre 1998  |
| 22465 Karelanděl        | 15 gennaio 1997   |
| 22503 Thalpius          | 7 ottobre 1997    |
| 24950 Nikhilas          | 23 agosto 1997    |
| 25340 Segoves           | 10 settembre 1999 |
| 26328 Litomyšl          | 18 novembre 1998  |
| 26971 Sezimovo Ústí     | 25 settembre 1997 |
| 29401 Astérix           | 1 ottobre 1996    |
| 29402 Obélix            | 14 ottobre 1996   |
| 29555 MACEK             | 18 febbraio 1998  |
| 31092 Carolowilhelmina  | 6 febbraio 1997   |
| 31109 Janpalouš         | 14 agosto 1997    |
| 35239 Ottoseydl         | 25 settembre 1995 |
| 43954 Chýnov            | 7 febbraio 1997   |
| 43971 Gabzdyl           | 8 aprile 1997     |
| 44000 Lucka             | 1º settembre 1997 |
| 48844 Belloves          | 18 febbraio 1998  |
| 58424 Jamesdunlop       | 22 febbraio 1996  |
| 91006 Fleming           | 28 gennaio 1998   |
| 100728 Kamenice n Lipou | 2 febbraio 1998   |
| 145768 Petiška          | 12 agosto 1997    |

Zdeněk Moravec (1968) è un astronomo ceco.
Il Minor Planet Center le accredita le scoperte di novantaquattro asteroidi, la maggior parte in condivisione con Miloš Tichý.